# Apanisagrion lais
Apanisagrion lais là loài chuồn chuồn trong họ Coenagrionidae. Loài này được Brauer in Selys mô tả khoa học đầu tiên năm 1876.